# 劉伯融
劉伯融（458年—476年8月7日），彭城郡彭城縣人，南朝宋始安王劉休仁長子。

## 生平
劉伯融早年被拜為建安王世子。泰始二年九月庚子（466年10月10日），授南豫州刺史。同年，遷琅邪、臨淮二郡太守。泰始五年十二月己未（470年2月10日），遷寧朔將軍、廣州刺史。劉伯融因年幼，以上三職均未赴任。
泰始七年（471年）五月，建安王劉休仁因罪自殺，世子劉伯融也因此被廢，遷往丹楊縣居住。後追封劉休仁為始安縣王，食邑千戶。元徽元年（473年），劉伯融返回京邑，襲封始安縣王。元徽四年七月己丑（476年8月7日），劉伯融被賜死，時年十九歲。